# Чемпіонат України з легкої атлетики 2023
Чемпіонат України з легкої атлетики 2023 серед дорослих був проведений 28-30 липня в Луцьку на стадіоні «Авангард».

## Призери основного чемпіонату

### Чоловіки
| Дисципліни                | Золото                                                                            | Золото      | Срібло                                                                                   | Срібло   | Бронза                                                                          | Бронза   |
| ------------------------- | --------------------------------------------------------------------------------- | ----------- | ---------------------------------------------------------------------------------------- | -------- | ------------------------------------------------------------------------------- | -------- |
| 100 метрів                | Андрій Васильєв Запорізька область                                                | 10,41       | Олександр Соколов Миколаївська область                                                   | 10,46    | Роман Кравцов Запорізька область                                                | 10,55    |
| 200 метрів                | Станіслав Коваленко Дніпропетровська область                                      | 21,19       | Сергій Смелик Донецька область                                                           | 21,25    | Ерік Костриця Волинська область                                                 | 21,49    |
| 400 метрів                | Олександр Погорілко Сумська область                                               | 45,57       | Данило Даниленко Волинська область                                                       | 46,56    | Микита Барабанов Запорізька область                                             | 47,04    |
| 800 метрів                | Олег Миронець Чернівецька область                                                 | 1.47,65 PB  | Василь Войтюк Вінницька область                                                          | 1.49,16  | Євген Гуцол Волинська область                                                   | 1.50,20  |
| 1500 метрів               | Вадим Лонський Донецька область                                                   | 3.41,25 PB  | Дмитрій Ніколайчук Київ                                                                  | 3.43,81  | Андрій Краковецький Вінницька область                                           | 3.45,80  |
| 5000 метрів               | Ігор Порозов Київська область                                                     | 13.58,59 PB | Микола Нижник Київ                                                                       | 13.59,58 | Андрій Атаманюк Хмельницька область                                             | 14.04,91 |
| 110 метрів з бар'єрами    | Олег Кукота Київ                                                                  | 14,04       | Андрій Василевський Миколаївська область                                                 | 14,47    | Володимир Кілко Одеська область                                                 | 14,48    |
| 400 метрів з бар'єрами    | Дмитро Романюк Рівненська область                                                 | 50,95       | Денис Нечипоренко Черкаська область                                                      | 52,34    | Євген Швець Сумська область                                                     | 52,41 PB |
| 3000 метрів з перешкодами | Роман Ростикус Львівська область                                                  | 8.54,30     | Василь Коваль Житомирська область                                                        | 8.57,48  | Василь Сабуняк Київ                                                             | 9.02,73  |
| 4×100 метрів              | Запорізька областьРоман Кравцов Андрій Васильєв Микита Барабанов Андрій Барабанов | 41,52       | Житомирська областьКирило Лампіцький Дмитро Багінський Руслан Іманов Нікіта Сметанниіков | 42,85    | Миколаївська областьЮрій Грипич Андрій Василевський Ілля Ізбаш Нікіта Колосович | 42,86    |
| 4×400 метрів              | Вінницька областьМаксим Грищенко Вадим Гиренко Сергій Носулько Артем Кахно        | 3.17,55     | Сумська областьОлександр Молодика Максим Романов Артем Мірошниченко Ярослав Демченко     | 3.17,76  | Львівська областьІгор Музика Юрій Васічкін Руслан Реган Олександр Охрімчук      | 3.23,24  |
| Стрибки у висоту          | Дмитро Нікітін Житомирська область                                                | 2,23        | Богдан Бондаренко Харківська область                                                     | 2,23     | Олег Дорощук Кіровоградська область                                             | 2,20     |
| Стрибки з жердиною        | Владислав Малихін Київська область                                                | 5,52        | Кирило Кіру Вінницька область                                                            | 5,00     | Олександр Климач Київська область                                               | 4,90     |
| Стрибки в довжину         | Ярослав Ісаченков Харківська область                                              | 7,79        | Нікіта Маслюк Сумська область                                                            | 7,64 PB  | Антон Копитько Дніпропетровська область                                         | 7,53     |
| Потрійний стрибок         | Артем Коноваленко Донецька область                                                | 15,87       | Володимир Данильченко Дніпропетровська область                                           | 15,63 PB | Павло Бугаєнко Київська область                                                 | 14,30    |
| Штовхання ядра            | Ігор Мусієнко Сумська область                                                     | 18,41       | Артем Левченко Харківська область                                                        | 17,37    | Віктор Климук Київ                                                              | 16,86    |
| Метання диска             | Микита Нестеренко Дніпропетровська область                                        | 59,03       | Руслан Валітов Дніпропетровська область                                                  | 55,33    | Олексій Кирилін Черкаська область                                               | 54,79    |
| Метання молота            | Михайло Кохан Дніпропетровська область                                            | 78,47       | Михайло Гаврилюк Івано-Франківська область                                               | 72,88    | Гліб Піскунов Донецька область                                                  | 70,17    |
| Метання списа             | Артур Фельфнер Київська область                                                   | 80,97       | Юрій Кушнірук Запорізька область                                                         | 70,19    | Дмитро Федусов Київ                                                             | 69,83    |
| Десятиборство             | Владислав Різниченко Львівська область                                            | 6749        | Ярослав Богдан Київська область                                                          | 6439     | Артем Міщенко Київська область                                                  | 6299     |

### Жінки
| Дисципліни                | Золото                                                                              | Золото   | Срібло                                                                             | Срібло      | Бронза                                                                        | Бронза      |
| ------------------------- | ----------------------------------------------------------------------------------- | -------- | ---------------------------------------------------------------------------------- | ----------- | ----------------------------------------------------------------------------- | ----------- |
| 100 метрів                | Діана Гончаренко Сумська область                                                    | 11,55    | Марія Буряк Київ                                                                   | 11,81       | Олена Радюк-Кючук Сумська область                                             | 11,88       |
| 200 метрів                | Тетяна Кайсен Дніпропетровська область                                              | 23,37    | Вікторія Ткачук Донецька область                                                   | 23,68 PB    | Олена Радюк-Кючук Сумська область                                             | 23,88       |
| 400 метрів                | Катерина Карпюк Запорізька область                                                  | 52,74    | Тетяна Мельник Київ                                                                | 53,14       | Тетяна Харащук Івано-Франківська область                                      | 53,62 PB    |
| 800 метрів                | Наталія Кроль Рівненська область                                                    | 2.07,64  | Ольга Ляхова Полтавська область                                                    | 2.07,98     | Світлана Жульжик Рівненська область                                           | 2.09,70     |
| 1500 метрів               | Уляна Рачинська Львівська область                                                   | 4.26,46  | Вікторія Ковба Київ                                                                | 4.27,22     | Тетяна Чорновол Київська область                                              | 4.27,36     |
| 5000 метрів               | Вікторія Калюжна Донецька область                                                   | 15.50,91 | Марина Немченко Донецька область                                                   | 16.06,41 PB | Вікторія Шкурко Київська область                                              | 16.18,88    |
| 100 метрів з бар'єрами    | Анна Плотіцина Київська область                                                     | 13,04    | Наталія Юрчук Рівненська область                                                   | 13,45       | Кристина Юрчук Донецька область                                               | 13,77       |
| 400 метрів з бар'єрами    | Анна Рижикова Дніпропетровська область                                              | 55,37    | Марія Буряк Київ                                                                   | 56,29 PB    | Марія Миколенко Донецька область                                              | 58,33       |
| 3000 метрів з перешкодами | Наталія Стребкова Тернопільська область                                             | 10.10,98 | Тетяна Когут Тернопільська область                                                 | 10.22,40    | Іванна Потапчук Волинська область                                             | 10.26,95 PB |
| 4×100 метрів              | Донецька областьВалентина Демченко Олена Радюк-Кючук Кристина Юрчук Вікторія Ткачук | 46,42    | Сумська областьВалентина Авраменко Дарина Маслюк Аліна Ярошина Діана Гончаренко    | 46,80       | Вінницька областьАнна Дорофєєва Марія Черкас Юлія Спідчук Наталія Бесідовська | 47,14       |
| 4×400 метрів              | Дніпропетровська областьМарія Тимошенко Юлія Шуляр Евеліна Заїка Анна Орлова        | 3.46,37  | Вінницька областьНаталія Бесідовська Анастасія Іванова Анна Дорофєєва Марія Черкас | 3.47,37     | Сумська областьІнна Рибалка Анна Цибульник Дарина Маслюк Євгенія Мучарова     | 3.51,35     |
| Стрибки у висоту          | Ірина Геращенко Київ                                                                | 1,97     | Юлія Левченко Київ                                                                 | 1,95        | Юлія Чумаченко Донецька область                                               | 1,89        |
| Стрибки з жердиною        | Яна Гладійчук Київ                                                                  | 4,31     | Тетяна Гамора Харківська область                                                   | 3,60        | Карина Вегнер Волинська область                                               | 3,60        |
| Стрибки в довжину         | Оксана Малогловець Харківська область                                               | 6,61     | Ірина Нерубальщик Харківська область                                               | 6,42        | Аліна Лістунова Львівська область                                             | 6,17        |
| Потрійний стрибок         | Марія Сіней Київ                                                                    | 14,12 PB | Ганна Красуцька Донецька область                                                   | 13,80       | Вікторія Баранівська Донецька область                                         | 13,53 PB    |
| Штовхання ядра            | Софія Ромасюк Харківська область                                                    | 14,54    | Анна Самолюк Київська область                                                      | 13,53       | Аліна Хакало Київська область                                                 | 12,74       |
| Метання диска             | Карина Авраменко Дніпропетровська область                                           | 45,37    | Марія Стрєлець Донецька область                                                    | 42,75       | Ганна Дунаєвська Харківська область                                           | 33,08       |
| Метання молота            | Ірина Климець Волинська область                                                     | 68,63    | Олена Хамаза Волинська область                                                     | 64,10       | Вікторія Сахно Київ                                                           | 61,75       |
| Метання списа             | Вікторія Банира Черкаська область                                                   | 49,01    | Антоніна Корнєєва Дніпропетровська область                                         | 47,02       | Ганна Гацько Київ                                                             | 46,69       |
| Семиборство               | Дарина Слобода Київська область                                                     | 5861     | Анісія Лочман Київ                                                                 | 5682        | Тетяна Білик Харківська область                                               | 5639        |

## Окремі чемпіонати

### Стадіонні дисципліни
- Зимовий чемпіонат України з легкоатлетичних метань 2023 був проведений 24-25 лютого в Кам'янці-Подільському на стадіоні Кам'янця-Подільського національного університету імені Івана Огієнка.
- Чемпіонат України з бігу на 10000 метрів 2023 був проведений 21 квітня в Ужгороді на стадіоні «Авангард»[2].

#### Чоловіки
| Дисципліни               | Золото                                     | Золото      | Срібло                                   | Срібло      | Бронза                              | Бронза      |
| ------------------------ | ------------------------------------------ | ----------- | ---------------------------------------- | ----------- | ----------------------------------- | ----------- |
| 10000 метрів             | Дмитро Сірук Рівненська область            | 29.15,33 SB | Ігор Порозов Київська область            | 29.16,97 SB | Роман Романенко Київська область    | 29.18,07 SB |
| Метання диска (зимовий)  | Микита Нестеренко Дніпропетровська область | 60,18       | Руслан Валітов Дніпропетровська область  | 55,44 SB    | Євген Максименко Харківська область | 42,95       |
| Метання молота (зимовий) | Михайло Гаврилюк Івано-Франківська область | 70,11       | Сергій Перевозніков Закарпатська область | 64,12       | Євген Полухін Донецька область      | 56,12 SB    |
| Метання списа (зимовий)  | Микола Калюш Рівненська область            | 69,22       | Дмитро Шеремет Львівська область         | 65,57       | Юрій Кушнірук Запорізька область    | 63,79       |

#### Жінки
| Дисципліни               | Золото                               | Золото      | Срібло                             | Срібло      | Бронза                            | Бронза      |
| ------------------------ | ------------------------------------ | ----------- | ---------------------------------- | ----------- | --------------------------------- | ----------- |
| 10000 метрів             | Валерія Зіненко Донецька область     | 32.24,06 SB | Вікторія Калюжна Донецька область  | 33.27,86 SB | Марія Мазуренко Київ              | 34.36,79 PB |
| Метання диска (зимовий)  | Світлана Марусенко Черкаська область | 35,93       | не вручалась                       |             | не вручалась                      |             |
| Метання молота (зимовий) | Олена Хамаза Волинська область       | 64,52 SB    | Римма Філімошкіна Донецька область | 58,55       | Юлія Кисильова Херсонська область | 57,37       |
| Метання списа (зимовий)  | Ганна Гацько Київ                    | 58,73 SB    | Аліна Шух Київ                     | 49,23       | Поліна Шапочка Запорізька область | 45,68       |

### Шосейна спортивна ходьба
- Зимовий чемпіонат України зі спортивної ходьби був проведений 25 березня в Луцьку[3].
- Чемпіонат України зі спортивної ходьби на 20 кілометрів був проведений 24 березня в Івано-Франківську[4].

#### Чоловіки
| Дисципліна                     | Золото                            | Золото     | Срібло                            | Срібло     | Бронза                                | Бронза     |
| ------------------------------ | --------------------------------- | ---------- | --------------------------------- | ---------- | ------------------------------------- | ---------- |
| Ходьба 20 кілометрів (зимовий) | Віктор Шумік Волинська область    | 1:22.57 SB | Сергій Світличний Сумська область | 1:24.31 SB | Мар'ян Закальницький Донецька область | 1:26.04 SB |
| Ходьба 20 кілометрів           | Сергій Світличний Сумська область | 1:23.51 SB | Едуард Забуженко Київська область | 1:24.48 SB | Віктор Шумік Волинська область        | 1:24.55    |
| Ходьба 35 кілометрів (зимовий) | Ігор Главан Сумська область       | 2:37.06    | Антон Радько Сумська область      | 2:38.01    | Іван Банзерук Волинська область       | 2:40.42    |

#### Жінки
| Дисципліна                     | Золото                              | Золото     | Срібло                              | Срібло     | Бронза                                 | Бронза     |
| ------------------------------ | ----------------------------------- | ---------- | ----------------------------------- | ---------- | -------------------------------------- | ---------- |
| Ходьба 20 кілометрів (зимовий) | Людмила Оляновська Київська область | 1:30.07 SB | Олена Собчук Волинська область      | 1:31.49 SB | Ганна Шевчук Івано-Франківська область | 1:35.20 SB |
| Ходьба 20 кілометрів           | Валентина Наявко Волинська область  | 1:39.54 SB | Аліна Цвілій Київська область       | 1:43.24 SB | Тамара Гаврилюк Житомирська область    | 1:49.40 SB |
| Ходьба 35 кілометрів (зимовий) | Аліна Цвілій Київська область       | 3:01.39    | Василина Сидорчук Волинська область | 3:01.52    | Валентина Наявко Волинська область     | 3:14.43    |

### Гірський біг та крос
- Чемпіонат України з гірського бігу (вгору-вниз) 2023 був проведений 6 травня у Сколе[5].
- Чемпіонат України з кросу 2023 був проведений 28-29 жовтня у Білій Церкві[6][7].
- Чемпіонат України з трейлового бігу та гірського бігу (вгору) були скасовані.

#### Чоловіки
| Дисципліни                                            | Золото                               | Золото | Срібло                                | Срібло | Бронза                                 | Бронза  |
| ----------------------------------------------------- | ------------------------------------ | ------ | ------------------------------------- | ------ | -------------------------------------- | ------- |
| Гірський біг (вгору-вниз) 12 км (перепад висот 650 м) | Олександр Ченікало Львівська область | 59.31  | Павло Клим Закарпатська область       | 59.44  | Олександр Сітковський Донецька область | 1:02.38 |
| Крос (2 км)                                           | Вадим Лонський Донецька область      | 6.13   | Андрій Краковецький Вінницька область | 6.13   | Євген Кузнєцов Донецька область        | 6.14    |
| Крос (10 км)                                          | Дмитро Сірук Рівненська область      | 32.09  | Ігор Порозов Київська область         | 32.22  | Іван Стребков Тернопільська область    | 32.37   |

#### Жінки
| Дисципліни                                           | Золото                             | Золото | Срібло                             | Срібло | Бронза                          | Бронза |
| ---------------------------------------------------- | ---------------------------------- | ------ | ---------------------------------- | ------ | ------------------------------- | ------ |
| Гірський біг (вгору-вниз) 8 км (перепад висот 400 м) | Олена Коваль Житомирська область   | 48.02  | Тетяна Давиденко Львівська область | 54.30  | Анна Опанасюк Черкаська область | 56.24  |
| Крос (2 км)                                          | Вікторія Шкурко Київська область   | 7.25   | Анжеліка Бондар Київ               | 7.30   | Анна Шустова Київ               | 7.35   |
| Крос (8 км)                                          | Богдана Семьонова Донецька область | 29.48  | Ольга Нижник Київ                  | 30.06  | Євгенія Прокоф'єва Київ         | 30.53  |

### Шосейний біг
- Чемпіонат України з шосейного бігу на 1 милю 2023 був проведений 24 вересня у Чернівцях[8].
- Чемпіонат України з шосейного бігу на 5 кілометрів 2023 став першим в історії національних першостей з цієї дисципліни та був проведений 3 вересня у Львові.
- Чемпіонат України з шосейного бігу на 10 кілометрів 2023 був проведений 17 вересня у Львові.
- Чемпіонат України з напівмарафону 2023 був проведений 3 вересня у Львові.
- Чемпіонати України з марафонського, 12-годинного, добового та 48-годинного бігу 2023 були скасовані.

#### Чоловіки
| Дисципліни   | Золото                              | Золото     | Срібло                                  | Срібло     | Бронза                                     | Бронза     |
| ------------ | ----------------------------------- | ---------- | --------------------------------------- | ---------- | ------------------------------------------ | ---------- |
| 1 миля       | Олег Миронець Чернівецька область   | 4.22,1     | Василь Коваль Житомирська область       | 4.23,2     | Олександр Вуйко Вінницька область          | 4.26,5     |
| 5 км         | Андрій Атаманюк Хмельницька область | 14.23 PB   | Ігор Порозов Київська область           | 14.32 PB   | Василь Коваль Житомирська область          | 14.36 PB   |
| 10 км        | Василь Коваль Житомирська область   | 30.35      | Віталій Цьома Івано-Франківська область | 30.50 PB   | Павло Волуйкевич Івано-Франківська область | 30.52 PB   |
| Напівмарафон | Микола Нижник Київ                  | 1:04.56 PB | Дмитро Сірук Рівненська область         | 1:05.30 PB | Іван Стребков Тернопільська область        | 1:09.14 PB |

#### Жінки
| Дисципліни   | Золото                               | Золото     | Срібло                            | Срібло     | Бронза                                           | Бронза   |
| ------------ | ------------------------------------ | ---------- | --------------------------------- | ---------- | ------------------------------------------------ | -------- |
| 1 миля       | Іванна Потапчук Волинська область    | 5.03,5     | Олена Коваль Житомирська область  | 5.07,7     | Валерія Кравченко Полтавська область             | 5.36,6   |
| 5 км         | Богдана Семьонова Донецька область   | 16.45 PB   | Іванна Потапчук Волинська область | 16.52 PB   | Іванна Михаревич (Пацула) Кіровоградська область | 16.57 PB |
| 10 км        | Іванна Пацула Кіровоградська область | 35.48      | Олена Коваль Житомирська область  | 36.02      | Марина Губаль Закарпатська область               | 38.31    |
| Напівмарафон | Ольга Нижник Київ                    | 1:19.07 PB | Ольга Балабанова Сумська область  | 1:26.55 PB | не вручалась                                     |          |